# Кинью, Жоэль
Жоэ́ль Кинью́ (род. 17 ноября 1950 года) — футбольный арбитр из Франции. Отсудил 8 матчей чемпионатов мира по футболу.

## Матчи чемпионатов мира
| Турнир                         | Дата    | Место проведения                         | Раунд                | Команда 1 | Результат | Команда 2        |   |   |   |
| ------------------------------ | ------- | ---------------------------------------- | -------------------- | --------- | --------- | ---------------- | - | - | - |
| Чемпионат мира по футболу 1986 | 13 июня | Мексика Estadio Neza 86, Несауалькойотль | Первый раунд         | Уругвай   | 0:0       | Шотландия        | 1 | 0 | 5 |
| Чемпионат мира по футболу 1990 | 19 июня | Италия Stadio Olimpico, Рим              | Первый раунд         | Италия    | 2:0       | Чехословакия     | 0 | 0 | 4 |
| Чемпионат мира по футболу 1990 | 24 июня | Италия Делле Альпи, Турин                | 1/8 финала           | Бразилия  | 0:1       | Аргентина        | 1 | 0 | 5 |
| Чемпионат мира по футболу 1990 | 7 июля  | Италия Сан-Никола, Бари                  | Матч за третье место | Италия    | 2:1       | Англия           | 0 | 0 | 0 |
| Чемпионат мира по футболу 1994 | 24 июня | США Сильвердом, Понтиак                  | Первый раунд         | Швеция    | 3:1       | Россия           | 1 | 1 | 6 |
| Чемпионат мира по футболу 1994 | 27 июня | США Cotton Bowl, Даллас                  | Первый раунд         | Германия  | 3:2       | Республика Корея | 0 | 0 | 4 |
| Чемпионат мира по футболу 1994 | 4 июля  | США Stanford Stadium, Станфорд           | 1/8 финала           | Бразилия  | 1:0       | США              | 2 | 1 | 7 |
| Чемпионат мира по футболу 1994 | 13 июля | США Giants Stadium, Ист-Ратерфорд        | Полуфинал            | Болгария  | 1:2       | Италия           | 0 | 0 | 5 |

## Матч Италия-Болгария
Кинью получил много критики в свой адрес за судейство полуфинала чемпионата мира по футболу 1994 между сборными Болгарии и Италии. Несколько раз он отказался назначить пенальти в ворота сборной Италии; самым запоминающимся стал момент, когда Алессандро Костакурта сыграл рукой в штрафной площади.

## После завершения карьеры судьи
После окончания судейской работы Жоэль Киниу перешёл в медиа. Благодаря своему красноречию и готовности высказать свое мнение стал частым гостем в общественных дискуссиях и в редакциях СМИ. В 2007 году регулярно выступал в качестве эксперта в студии платного телеканала Canal+. В 2001 году он стал членом Комиссии по борьбе с насилием Министерства внутренних дел Франции (фр. Commission Nationale de Prevention de Lutte Contre La Village dans Le Sport), а в 2005 году — членом Национального комитета по этике. Он также принимал участие в антирасистских акциях, таких как кампания «Stand Up Speak Up» (инициированная Тьерри Анри и другими игроками из европейских лиг) и в антирасистском кинопроекте, поддержанном Лилиан Тюрамом и другими игроками сборной Франции.